# سیکتیوکار جنوب غربی
سیکتیوکار جنوب غربی فرودگاهی عمومی واقع در سیکتیوکار در کشور روسیه است.